# 西爾萬 (伊利諾伊州)
西爾萬（英語：Sylvan）是位於美國伊利諾伊州卡斯縣的一個鬼鎮。由於此地已於19世紀被荒廢，本地已無人居住。

## 地理
西爾萬的座標為39°59′06″N 90°04′16″W / 39.98500°N 90.07111°W，而該地的平均海拔高度為185米（即607英尺）。